# HD100654
HD100654 — подвійна зоря. 
Ця подвійна система має видиму зоряну величину в смузі V приблизно 8,5.
Вона розташована на відстані близько 886,3 світлових років від Сонця.

## Подвійна зоря
Головна зоря цієї системи належить до хімічно пекулярних зір й має спектральний клас F5.
Інша компонента має  спектральний клас d.